# Guilherme Peralta
Guilherme Peralta (Lisboa, 30 de Julho 1995) é um ator português. 

## Trabalhos realizados

### Televisão
- Elenco Fixo, Gonçalo Andrade, Flor do Mar, NBP, TVI, 2008/9;
- Elenco fixo, Vasco, Casos da Vida (2008) - Lua Mentirosa, NBP, TVI, 2008;
- Participação especial, Rogério, Chiquititas, TGSA, SIC, 2008;
- Participação especial, Floribella, TGSA, SIC, 2007;
- Elenco Fixo, Afonso Capelo, Dei-te Quase Tudo, NBP, TVI, 2005/6;

### Teatro
- Cid, espectáculo «Tom & Huck», encenação de Sofia Espírito Santo, Grupo de Teatro Infantil AnimArte, 2008;
- Scrooge novo, espectáculo «Um Outro Conto... de Natal!», encenação de Sofia Espírito Santo, Grupo de Teatro Infantil AnimArte, 2007;
- Robin dos Jardins, espectáculo «Robin dos Jardins», encenação de Sofia Espírito Santo, Grupo de Teatro Infantil AnimArte, 2007.

### Publicidade
- Trabalha como modelo não só fotográfico, mas também em desfiles e diversos anúncios publicitários.